# Cronologia delle missioni dello Space Shuttle
Quella che segue è la cronologia delle missioni dello Space Shuttle